# Municipio de Van Buren (condado de Wright)
El municipio de Van Buren (en inglés: Van Buren Township) es un municipio ubicado en el condado de Wright en el estado estadounidense de Misuri. En el año 2010 tenía una población de 583 habitantes y una densidad poblacional de 4,13 personas por km².

## Geografía
El municipio de Van Buren se encuentra ubicado en las coordenadas 37°17′52″N 92°20′4″O / 37.29778, -92.33444. Según la Oficina del Censo de los Estados Unidos, el municipio tiene una superficie total de 141.33 km², de la cual 140,87 km² corresponden a tierra firme y (0,32 %) 0,46 km² es agua.

## Demografía
Según el censo de 2010, había 583 personas residiendo en el municipio de Van Buren. La densidad de población era de 4,13 hab./km². De los 583 habitantes, el municipio de Van Buren estaba compuesto por el 98,28 % blancos, el 0,34 % eran amerindios, el 0,34 % eran asiáticos, el 0,17 % eran isleños del Pacífico, el 0,17 % eran de otras razas y el 0,69 % eran de una mezcla de razas. Del total de la población el 1,54 % eran hispanos o latinos de cualquier raza.